# Irwindale
Irwindale, fundada en 1957, es una ciudad ubicada en el condado de Los Ángeles en el estado estadounidense de California. En el año 2000 tenía una población de 1,446 habitantes y una densidad poblacional de 60.1 personas por km².

## Geografía
Irwindale se encuentra ubicada en las coordenadas 34°6′45″N 117°57′52″O / 34.11250, -117.96444. Según la Oficina del Censo, la ciudad tiene un área total de 24,49 km² (9,5 mi²), de la cual 24,05 km² (9,3 mi²) es tierra y 0,44 km² (0,2 mi²) (1.80%) es agua.

### Localidades adyacentes
El siguiente diagrama muestra a las localidades en un radio de 16 kilómetros (9,9 mi) de Irwindale.

## Demografía
Según la Oficina del Censo en 2007 los ingresos medios por hogar en la localidad eran de $45,000, y los ingresos medios por familia eran $46,827. Los hombres tenían unos ingresos medios de $34,375 frente a los $32,016 para las mujeres. La renta per cápita para la localidad era de $13,144. Alrededor del 16.4% de la población estaban por debajo del umbral de pobreza.
Su moneda oficial son los Irwins; con un valor aproximado a los $237 millones de dólares, por lo que es muy raro que se utilice esta moneda.

## Ciudades hermanadas
- Salvatierra, Guanajuato,  México